# Басов, Александр Иванович
Александр Иванович Басов (род. 24 октября 1977, Рига) — латвийский и российский футбольный тренер.

## Биография
Воспитанник рижской футбольной школы. Взрослую карьеру начал уже в 16 лет. Именно в этом возрасте Басов сыграл свой единственный матч в 1993 году в высшей лиге Латвии за «Пардаугаву».
Долгое время Басов работал детским тренером в латвийских командах. Работая в юношеском футбольном центре «Сконто» становился многократным чемпионом Латвии. По совместительству (2006—2008) работал тренером юношеской сборной Латвии до 17 лет.
В ноябре 2008 года он переехал в Россию. Вначале он работал в системе столичного «Локомотива». За период работы в академии стал трёхкратным чемпионом Москвы. Затем — перешёл на работу в спортшколу «Строгино».
С июля по сентябрь 2013 года Басов был главным тренером взрослого клуба «Строгино», который дебютировал в профессиональном футболе. Под руководством специалиста команда провела в первенстве второго дивизиона зоны «Запад» десять матчей, в которых москвичи одержали пять побед и пять раз проиграли. Затем тренер вновь вернулся в спортшколу. По совместительству в 2014 году работал тренером юношеской сборной Москвы до 15 лет.
В декабре 2015 года вернулся в Латвию. С этого момента он возглавляет юношеские сборные страны. С 2020 года — главный тренер молодёжной сборной Латвии (до 21 года).